# Sebastián de Trasierra
Sebastián Reina de Trasierra (nacido entre 1504 y 1508) fue un sacerdote y teólogo español de la Orden de San Agustín, destacado por su labor evangelizadora en el Nuevo Mundo. Nacido en la villa de Trasierra, Badajoz, en la actual Extremadura, España, se dedicó a la predicación, la construcción de conventos y la formación de comunidades en la Nueva España. Su vida estuvo marcada por varias expediciones, dificultades y logros, destacándose por su devoción y esfuerzo en la consolidación de la fe cristiana en territorios indígenas.

### Biografía
Fray Sebastián de Reina nació entre 1504 y 1508 en la villa de Trasierra, Badajoz, en la región de Extremadura, España. De su familia no se conocen muchos detalles, aunque González de la Puente menciona que fue hijo de unos padres "muy cristianos" que lo criaron en la fe. Tras completar sus estudios en la Universidad de Alcalá, se unió a la Orden de San Agustín en el convento de Sevilla, donde profesó en 1534. Se sabe que uno de sus tíos, de apellido Muñoz, también pertenecía a la comunidad agustiniana de Sevilla, aunque su nombre no se menciona en las crónicas.
En 1539, Fray Sebastián embarcó hacia el Nuevo Mundo, inicialmente estableciéndose en el convento de México. Tres años después, fue llamado a unirse a la misión del capitán Ruy López de Villalobos, cuyo objetivo era llegar a las Islas Molucas. En la expedición, también viajaron los padres Jerónimo de San Esteban y Alonso de Alvarado. A pesar de los esfuerzos, la expedición resultó en un fracaso total: las naves se perdieron, y gran parte de la tripulación falleció, incluido Villalobos en 1546. Después de tres años de dificultades, los frailes fueron rescatados por los portugueses, quienes los devolvieron a España.

### Legado
Tras su regreso a España, Fray Sebastián de Reina y el padre Jerónimo de San Esteban informaron al emperador Carlos V sobre los acontecimientos vividos durante la expedición. En 1550, Sebastián regresó a la Nueva España y se estableció en la Casa de México. Un año después, fue asignado como ministro de la doctrina de Jacona, una comunidad que necesitaba un líder religioso. Durante su tiempo en Jacona, Fray Sebastián se ganó el afecto de los habitantes locales al aprender su lengua y predicar con gran devoción. En 1555, el convento de Jacona fue elevado a priorato, lo que supuso un motivo de alegría para él.
Fray Sebastián también tuvo un gran impacto en la comunidad al convencer a los habitantes de trasladar el pueblo cerca de un río para facilitar su desarrollo. La mudanza, aunque inicialmente rechazada, fue finalmente aceptada gracias al respeto que los locales sentían por él. Además, la predicación de Fray Sebastián atrajo a personas de pueblos cercanos, como Tlazazalca, quienes acudían a Jacona a escuchar el evangelio.
A pesar de la oposición que enfrentó en Tlazazalca, donde intentó fundar un convento, Fray Sebastián siguió con su labor en Jacona. En 1571, fue asignado a Tzirosto, donde fue nombrado prior y continuó su labor evangelizadora, a pesar de las dificultades que le ocasionaba su avanzada edad y enfermedad. Posteriormente, regresó a Jacona, donde falleció en 1588.
Durante sus últimos días, se dice que, a pesar de sus limitaciones físicas debido a la gota, Fray Sebastián continuó predicando y bendiciendo a la comunidad. Su muerte fue lamentada profundamente por los indígenas y frailes, quienes lo consideraban su guía espiritual. Tras su fallecimiento, su habitación se impregnó de un aroma floral, un signo de su santidad, según los testimonios de los presentes. Fue sepultado en el presbiterio de la Iglesia Parroquial de Jacona.
Fray Sebastián de Reina dejó un legado duradero como líder religioso y evangelizador en el Nuevo Mundo, donde dedicó su vida a la propagación del cristianismo y la construcción de comunidades de fe en territorios indígenas.